# Діркопробивач

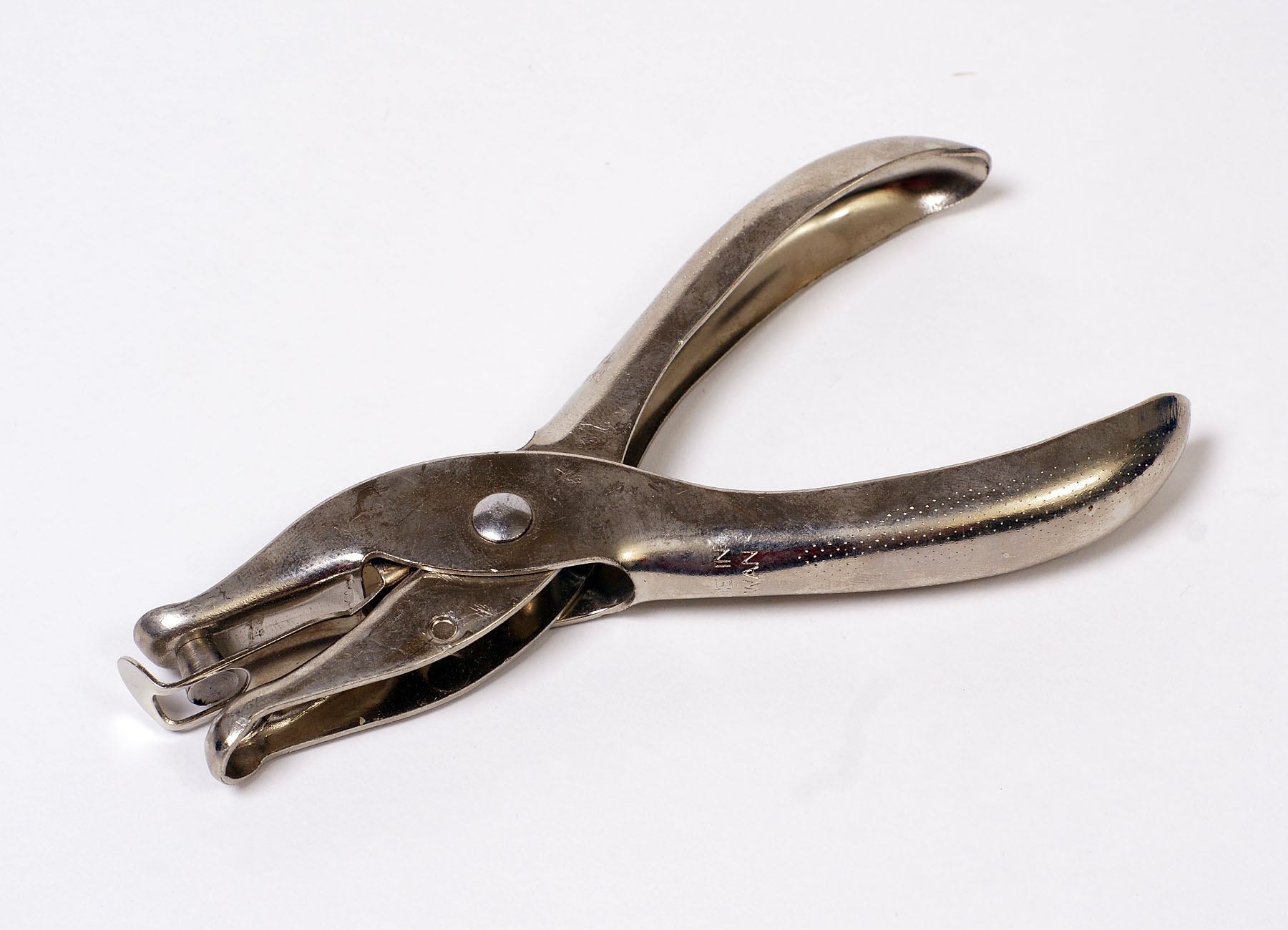
Діркопробивач

Діркопробивач — механічний пристрій для пробивання отворів у папері.
Зазвичай, діркопробивач робить два отвори круглої форми для зберігання документів в швидкозшивачі, але виробляються діркопробивачи і на один отвір.

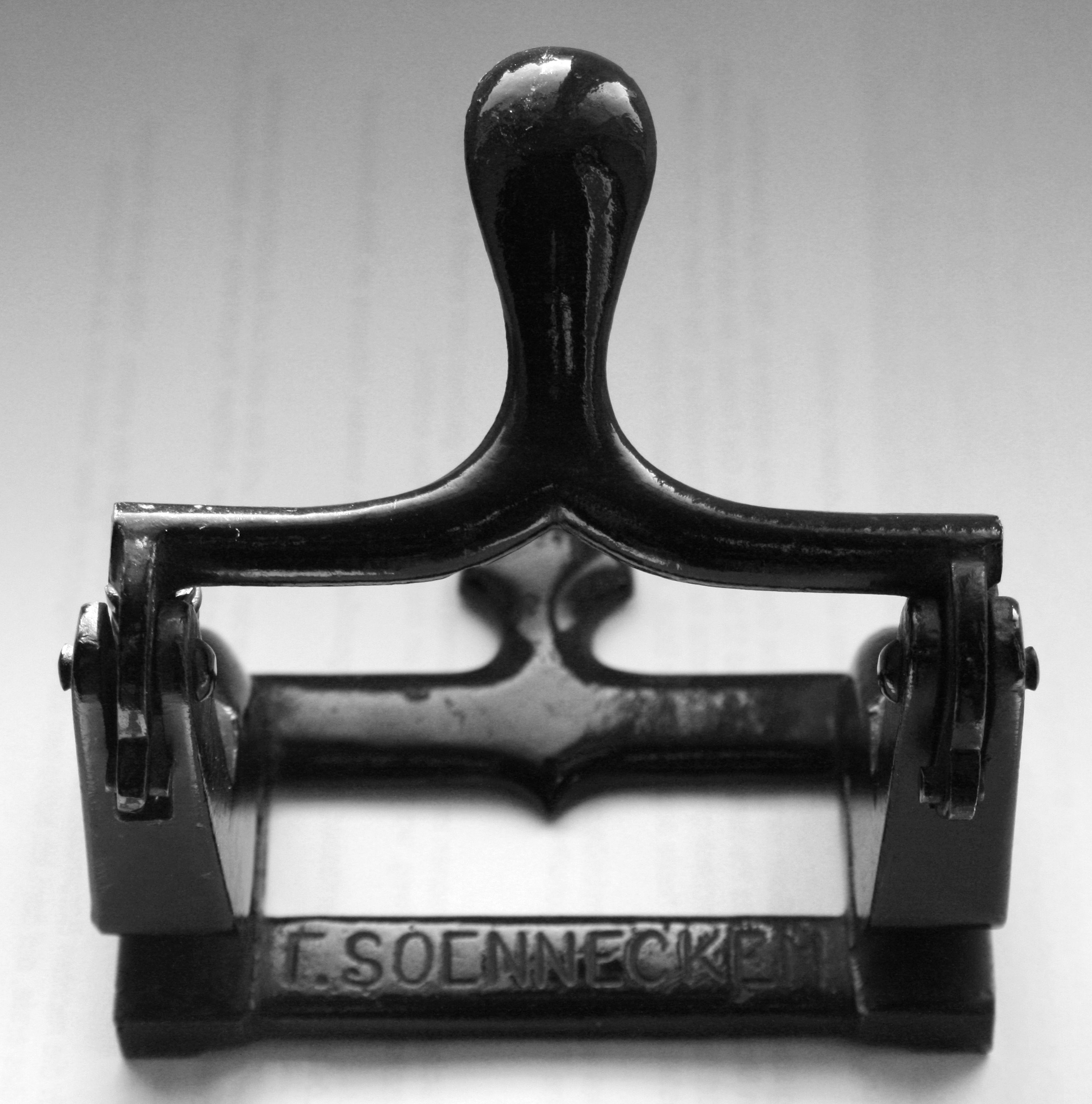
Історичний діркопробивач фірми Зеннеккен.

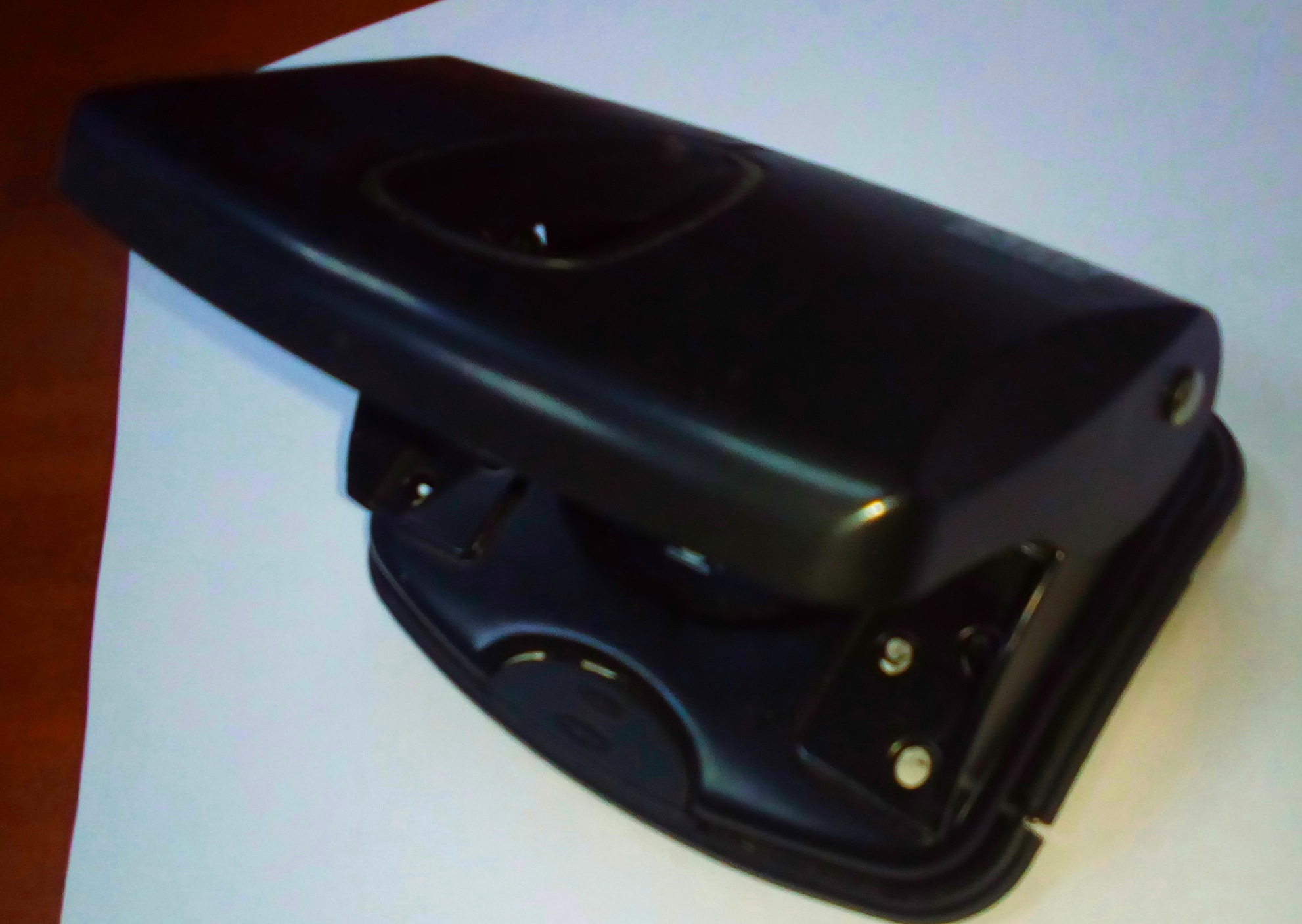
Сучасний офісний діркопробивач

Конструктивно складається з двох круглих стрижневих ножів (ріжуча кромка зазвичай нерівної форми для плавного зрізу), опускаються на папір зверху під тиском при натисканні рукою. Під ножами знаходяться отвори, що ведуть до папероприймача (який накопичує вирізані кружечки паперу). Ножі, зазвичай, кріпляться на ручці, що працює як важіль (ножі знаходяться ближче до осі обертання, ніж точка докладання зусиль до ручки). Знизу ручки знаходиться пружина для повернення пристрою в робоче положення після відрізання.
Існують також діркопробивачи з одним ножем, що дозволяють вирізати отвори на будь-якій необхідній відстані один від одного. З'явилися діркопробивачи, що пробивають фігурні отвори. Найбільш відомим у Європі виробником діркопробивачів з фігурними («грибоподібними») отворами є бельгійська компанія «Atoma», що почала свій бізнес в 1946 році. Пізніше її послідовниками стали північноамериканські компанії Levenger з серією Circa і Rollabind. Діркопробивач, що пробиває відразу 11 отворів на стандартному аркуші, дозволяє додавати і виймати папір з такого блокнота завдяки складній формі отворів без жодних пружинок і швидкозшивачів.
Винахідником діркопробивача вважається Фрідріх Зеннеккен з Бонна, який 14 листопада 1886 року першим подав заявку на отримання патенту.
Але ще раніше діркопробивач був придуманий і використовувався філософом Іммануїлом Кантом. Єдина відмінність від сучасного діркопробивача, що має отвір 5 мм, є те, що Кант використовував аналогічний прилад з отвором 11,6 мм. Це було його відмінністю. До середини 19 століття не було документів, які мали б такі акуратні отвори, крім документів І. Канта. Перші листи, з отворами 11,6 мм, датувалися груднем 1799 р., і ця дата була оголошена датою першого вживання діркопробивача, винайденого Іммануїлом Кантом.